# Zakon i red
Zakon i red (engl. Law & Order) je bila američka kriminalistička serija koju je stvorio Dick Wolf. Serija se od svoje premijere 13. rujna 1990., pa do prekida prikazivanja 24. svibnja 2010. prikazivala na NBC-u. Radnja serije bila je smještena je u New Yorku i podijeljenja je na dio u kojem policija istražuje slučaj i traži krivca te dio u kojem tužiteljstvo proganja krivce na sudu. Likovi se često susreću s dvojbama i problemima tijekom istrage, ali i tijekom suđenja. Slučajevi su rijetko lako riješavani i skoro nikad zadovoljavajuće za sve sudionike. 
Uspjeh ove serije doveo je do stvaranja novih serija povezanih s ovom franšizom: Zakon i red: Odjel za žrtve i Zakon i red: Zločinačke nakane. Serija je ukupno prikazivana punih dvadeset sezona, te je time najduže prikazivana serija iz franšize, i prva u cijeloj povijesti američke televizije iz ovoga žanra. Završetkom 20. sezone, izjednačila se sa serijom Gunsmoke koja je do 2010. držala rekord.

## Format
Serija se sastoji od dva dijela: prvi dio u kojem detektivi istražuju slučaj, a drugi dio u kojem tužiteljstvo sudski proganja osumnjičene. Ovaj format identičan je onome iz serije Arrest and Trial, no identičnost se smatra slučajnom. Autor serije Dick Wolf izjavio je da nije ni znao za spomenutu seriju kad je stvarao Zakon i red. Zakon i red je uglavnom samostalan, sa samo nekoliko iznimki u 18 godina snimanja. 
Steven Zirnkilton na početku svake epizode čita uvod u seriju:
Prva scena u seriji uglavnom prikazuje svakodnevne slike iz života u New Yorku, no onda se odmah prebaci na scenu zločina (najčešće umorstva) i prikazuje detektive kako saznaju o čemu se radi u slučaju od forenzičara. Nakon što se to prikaže, slijedi uvodna špica serije gdje se može čuti poznata glazba Zakona i reda i gdje se prikazuju svi glavni glumci serije.
Policiju u seriji predstavljaju policijski poručnik, te dvojica detektiva (viši i niži) koji djeluju u izmišljenoj 27. postaji na Manhattanu. Postaja je u seriji znana i kao Odjel za ubojstva. Detektivi istražuju zločin, prikupljaju dokaze, ispituju svjedoke i redovito se javljaju poručniku. Dokazi i iskazi dovode do uhićenja osumnjičenih. Slučaj se tada predaje Uredu okružnog tužioca na Manhattanu, koji predstavljaju okružni tužitelj, izvršni okružni tužitelj i pomoćnik tužioca. Tužiteljstvo sređuje nagodbe, priprema svjedoke i sudski proganja optuženog. I tijekom tih priprema, policija i dalje radi na slučaju i redovito obavještava tužiteljstvo o napretku. I policija i tužiteljstvo surađuju s medicinskim laboratorijem, forenzičarima, psihijatrima i ostalim okružnim tužiteljstvima. 
Za razliku od većine pravnih serija (npr. Perry Mason) sudski proces prikazuje se s gledišta tužiteljstva i tako pokazuje da je jednako teško osuditi krivog kao i osloboditi nevinog. Dio koji predstavlja tužiteljstvo neobičan je jer ne prikazuje samo suđenje nego i nagodbe, ispitivanje svjedoka od strane tužioca, razgovore s policijom i drugo, što nije uobičajena praksa u pravnim serijama. Pravni dio uglavnom započinje izricanjem optužbe i zahtjevom tužiteljstva za pritvor uz kauciju ili pritvor bez kaucije (ovisno o zločinu i statusu optuženog), no u nekoliko epizoda vidjeli smo i odabir porote, saslušanje pred istražnom porotom koja odlučuje hoće li se suditi ili ne. No u većini epizoda, nakon izricanja optužbe vidimo pripremanje za suđenje i sam tijek suđenja. Tijekom suđenja uglavnom vidimo ispitivanje ključnih svjedoka, završne riječi i odluku porote. U seriji rijetko viđamo uvodne riječi i ispitivanje manje važnih svjedoka, a zna se i dogoditi da se na kraju suđenje na sazna odluka porote. U takvoj situaciji epizoda završi tik prije izricanja presude ili završi kada tužiteljstvo pri kraju epizode otkrije ključne dokaze koji dokazuju krivnju optuženog, ali u tim slučajevima je izvjesno da će porota optuženog proglasiti krivim. 
Neke epizode serije su temeljene na stvarnim slučajevima. Na primjer, epizoda Tabloid (1998.) je temeljena na slučaju smrti princeze Diane 1997. godine. No, što se epizoda više približava kraju radnja se sve manje drži slučaja koji je bio inspiracija za nju i sve više ide svojim tokom. Epizode koje imaju velike sličnosti sa stvarnim slučajevima uglavnom koriste frazu "ripped from the headlines" (iščupan sa naslovnica), no tekst prije početka epizode podsjeća gledatelje da su svi likovi i radnja fiktivni.
Baš zbog formata serije, detektivi se rijetko suočavaju s jednostavnim slučajevima u kojima optuženi slabo skriva svoju krivnju. Tako se često događa da detektivi imaju jako malo ili skoro nijedan dobar dokaz (nekad ne znaju ni identitet žrtve) pa moraju slijediti i najsitinije tragove kako bi došli do rješenja. Tijekom sredine epizode detektivi surađuju s tužiteljstvom i traže sudske naloge. Nakon toga slijedi sudski proces i istraga koja pomaže tužiteljstvu. Detektivi se mogu pojaviti i na sudu u svojstvu svjedoka, no većinu daljnje istrage vodi Okružno tužiteljstvo.
Dramatičnost seriji često dodaju priznanja optuženih koja znaju biti jako surova, ali znaju i izazvati suosjećanje prema optuženo što stvara problem za tužitelje. Dramatičnosti često pridonosi i situacija u kojoj tužiteljstvo izdaje nalog za uhićenje. Nakon što izda nalog, scena se odmah prebaci na mjesto gdje optuženi boravi i prikazuje detektive kako uhićuju optuženog.

## Stil

### Lokalna boja
Serija ima velik broj distinktnih stilskih poboljšanja. Serija je snimana u New Yorku i poznata je po dodavanju mnogo lokalne boje. U nedavnim sezona, njujorški gradonačelnici Rudy Giuliani i Michael Bloomberg, odvjetnik William Kunstler i kongresnik iz Bronxa Jose E. Serrano su svi nastupili u seriji dodavajući joj dodatnu realnost.
Iako je većina lokacija realna, postoje dvije iznimke. Fiktivni Koledž Stuyvesant (koji sliči Sveučilištu u New Yorku), Koledž Gramercy i Sveučilište Hudson su često korišteni za scene koje se događaju u školama, a tabloid New York Ledger, koji je fiktivan, je uvelike je temeljen na tabloidu New York Post. 
U seriji su se često prikazivale postojeće New York Daily News (Dnevnik).
Poznati stanovnici grada su također imali kameo nastupe u seriji, kao što su Donna Hanover i Fran Lebowitz nastupili kao suci.
Dana 14. rujna 2004. jedna ulica koja vodi prema molu Chelsea je preimenovana u "Law & Order Way" (en. Staza "Zakon i red"), u počast seriji.

### Legitimni kazališni telent
Kako se i interijeri i eksterijerne scene snimaju u New Yorku, serija ima pristup mnogim glumcima koji glume u kazalištu, a u seriji se pojavljuju ili kao gosti ili kao stalni članovi postave. Često su ti glumci dostupni za snimanje tijekom dana jer imaju predstave navečer ili snimaju između predstava. Pokojni Jerry Orbach (Lennie Briscoe) je imao dugogodišnju karijeru na Broadwayju, kao i njegov kolega iz serije Jesse L. Martin (Ed Green). Ostali kazališni glumci koji su imali gostovanja su Tovah Feldshuh i Philip Bosco.

### Slika i zvuk
Većina promjena lokacije popraćena je s crnim ekranom i bijelim tekstom na tom ekranu. Taj tekst govori gdje će biti sljedeća lokacija i koji je datum. U nekim epizodama, uglavnom otmicama, na dnu bi se pojavljivalo i vrijeme koje je odbrojavalo kako bi se postigla veća napetost.
Ta promjena popraćena je i zvukom danas poznatim kao "chung chung" zvuk. U originalu je trebao zvučati kao zatvaranje zatvorskih vrata. Glumac Dann Florek (Donald Cragen) je zvuk opisao kao "doink doink", dok ga je glumac Richard Belzer (John Munch) opisao kao zvuk sučevog malja. Prema IMDb.com zvuk je nastao kombiniranjem više zvukova u jedan, uključujući i zvuk koji je skupina fratara stvarala dok je lupala po podu.

### Portretiranje likova
Serija policajce i tužitelje koje portretira prikazuje kao poštene profesionalce koji se pri rješavanju slučaja uglavnom drže pravila, no nerijetko se dogodi da neki policajac i/ili tužitelj prekrši pravila ili slučaj uzme preosobno. Uz izuzetak finala 6. i 8. sezone, slučajevi rijetko imaju sekundarnu priču, a privatni život likova spominje se samo u prolazu.

### Pravne netočnosti
Od 5. sezone pa do danas, Okružno tužiteljstvo je nekoliko puta zahtijevalo smrtnu kaznu za neke optuženike. U nekim od tih epizoda optuženi su stvarno ubijeni. No, sve od legalizacije smrtne kazne u saveznoj državi New York, nitko nije ubijen. Baš zbog toga, država New York je smrtnu kaznu proglasila neustavnom i neprimjenjivom, tako da je zadnja primijenjena smrtna kazna u državi New York bila još tijekom 1970-ih.

## Likovi i glumci
Zakon i red je poznat po mnogim izmjenama u glumačkoj postavi. Zanimljiva činjenica je da nijedan od 6 početnih glumaca više nije u seriji. Chris Noth je svoju ulogu Mikea Logana tumačio u Zločinačkim nakanama, a Dann Florek tumači Donalda Cragena u Odjelu za žrtve. Iako su neki glumci ostajali i više sezona, redovita izmjena glumaca samo povećava popularnost serije. Neki smatraju da redovita izmjena glumaca pridonosi duljini serije jer redovito uvodi nova lica i pridonosi dinamičnosti serije. 
No, pet glumaca su iznimke. Tih pet glumaca svoje likove su tumačili skoro 10 sezona, a neki i više. Tih pet glumaca i njihovi likovi su:
- Steven Hill kao okružni tužitelj Adam Schiff (1990. – 2000.)
- Jerry Orbach kao detektiv Lennie Briscoe (1992. – 2004.)
- S. Epatha Merkerson kao Anita Van Buren  (1993. – 2010.)
- Sam Waterston kao izvršni pomoćnik okružnog tužioca/okružni tužitelj Jack McCoy (1994. – 2010.)
- Jesse L. Martin kao detektiv Ed Green (1999. – 2008.)

Orbach i Markerson su imali i prijašnje nastupe u seriji prije nego što su se pridružili glumačkoj postavi. Orbach je tumačio branitelja u jednoj epizodi, a S. Epatha Markerson majku koja je tugovala za djetetom. Steven Hill je zadnji član početne postave koji je napustio seriju, iako nije bio u pilot epizodi.
Postoje određene glasine da je lik Adama Schiffa temeljan na trenutnom okružnom tužiocu Okruga New York Robertu M. Morgenthau koji ima 88 godina i još uvijek obnaša tu poziciju.
Dana 2. travnja 2008. službeno je objavljeno da će Jesse L. Martin napustiti seriju 23. travnja, a zamijenit će ga Anthony Andreson u ulozi detektiva Kevina Bernarda. Tijekom emitiranja 20. sezone 2010. godine, objavljeno je kako će, nakon 16 godina, S. Epatha Merkerson (Anita Van Buren) napustiti seriju po završetku 20. sezone.
| Sezona                        | Viši detektiv                         | Niži detektiv               | Šef postaje                        | Izvršni pomoćnik okružnog tužioca | Pomoćnik tužioca                     | Okružni tužioc                      |
| ----------------------------- | ------------------------------------- | --------------------------- | ---------------------------------- | --------------------------------- | ------------------------------------ | ----------------------------------- |
| 1.                            | Max Greevey (George Dzundza)          | Mike Logan (Chris Noth)     | Donald Cragen (Dann Florek)        | Benjamin Stone (Michael Moriarty) | Paul Robinette (Richard Brooks)      | Adam Schiff (Steven Hill)           |
| 2.                            | Phil Cerreta (Paul Sorvino)           | Mike Logan (Chris Noth)     | Donald Cragen (Dann Florek)        | Benjamin Stone (Michael Moriarty) | Paul Robinette (Richard Brooks)      | Adam Schiff (Steven Hill)           |
| 3.                            | Phil Cerreta (Paul Sorvino)           | Mike Logan (Chris Noth)     | Donald Cragen (Dann Florek)        | Benjamin Stone (Michael Moriarty) | Paul Robinette (Richard Brooks)      | Adam Schiff (Steven Hill)           |
| Lennie Briscoe (Jerry Orbach) |                                       | Mike Logan (Chris Noth)     | Donald Cragen (Dann Florek)        | Benjamin Stone (Michael Moriarty) | Paul Robinette (Richard Brooks)      | Adam Schiff (Steven Hill)           |
| 4.                            | Anita Van Buren (S. Epatha Merkerson) | Mike Logan (Chris Noth)     | Claire Kincaid (Jill Hennessy)     | Benjamin Stone (Michael Moriarty) |                                      | Adam Schiff (Steven Hill)           |
| 5.                            | Anita Van Buren (S. Epatha Merkerson) | Mike Logan (Chris Noth)     | Claire Kincaid (Jill Hennessy)     | Jack McCoy (Sam Waterston)        |                                      | Adam Schiff (Steven Hill)           |
| 6.                            | Anita Van Buren (S. Epatha Merkerson) | Rey Curtis (Benjamin Bratt) | Claire Kincaid (Jill Hennessy)     | Jack McCoy (Sam Waterston)        |                                      | Adam Schiff (Steven Hill)           |
| 7.                            | Anita Van Buren (S. Epatha Merkerson) | Rey Curtis (Benjamin Bratt) | Jamie Ross (Carey Lowell)          | Jack McCoy (Sam Waterston)        |                                      | Adam Schiff (Steven Hill)           |
| 8.                            | Anita Van Buren (S. Epatha Merkerson) | Rey Curtis (Benjamin Bratt) | Jamie Ross (Carey Lowell)          | Jack McCoy (Sam Waterston)        |                                      | Adam Schiff (Steven Hill)           |
| 9.                            | Anita Van Buren (S. Epatha Merkerson) | Rey Curtis (Benjamin Bratt) | Abbie Carmichael (Angie Harmon)    | Jack McCoy (Sam Waterston)        |                                      | Adam Schiff (Steven Hill)           |
| 10.                           | Anita Van Buren (S. Epatha Merkerson) | Ed Green (Jesse L. Martin)  | Abbie Carmichael (Angie Harmon)    | Jack McCoy (Sam Waterston)        |                                      | Adam Schiff (Steven Hill)           |
| 11.                           | Anita Van Buren (S. Epatha Merkerson) | Ed Green (Jesse L. Martin)  | Abbie Carmichael (Angie Harmon)    | Jack McCoy (Sam Waterston)        | Nora Lewin (Dianne Wiest)            |                                     |
| 12.                           | Anita Van Buren (S. Epatha Merkerson) | Ed Green (Jesse L. Martin)  | Serena Southerlyn (Elisabeth Röhm) | Jack McCoy (Sam Waterston)        | Nora Lewin (Dianne Wiest)            |                                     |
| 13.                           | Anita Van Buren (S. Epatha Merkerson) | Ed Green (Jesse L. Martin)  | Serena Southerlyn (Elisabeth Röhm) | Jack McCoy (Sam Waterston)        | Arthur Branch (Fred Dalton Thompson) |                                     |
| 14.                           | Anita Van Buren (S. Epatha Merkerson) | Ed Green (Jesse L. Martin)  | Serena Southerlyn (Elisabeth Röhm) | Jack McCoy (Sam Waterston)        | Arthur Branch (Fred Dalton Thompson) |                                     |
| 15.                           | Anita Van Buren (S. Epatha Merkerson) | Ed Green (Jesse L. Martin)  | Serena Southerlyn (Elisabeth Röhm) | Jack McCoy (Sam Waterston)        | Arthur Branch (Fred Dalton Thompson) | Joe Fontana (Dennis Farina)         |
| 15.                           | Anita Van Buren (S. Epatha Merkerson) | Ed Green (Jesse L. Martin)  | Alexandra Borgia (Annie Parisse)   | Jack McCoy (Sam Waterston)        | Arthur Branch (Fred Dalton Thompson) | Joe Fontana (Dennis Farina)         |
| 16.                           | Anita Van Buren (S. Epatha Merkerson) | Ed Green (Jesse L. Martin)  |                                    | Jack McCoy (Sam Waterston)        | Arthur Branch (Fred Dalton Thompson) | Joe Fontana (Dennis Farina)         |
| 17.                           | Anita Van Buren (S. Epatha Merkerson) | Ed Green (Jesse L. Martin)  | Nina Cassady (Milena Govich)       | Jack McCoy (Sam Waterston)        | Arthur Branch (Fred Dalton Thompson) | Connie Rubirosa (Alana de la Garza) |
| 18.                           | Anita Van Buren (S. Epatha Merkerson) | Ed Green (Jesse L. Martin)  | Cyrus Lupo (Jeremy Sisto)          | Michael Cutter (Linus Roache)     | Jack McCoy (Sam Waterston)           | Connie Rubirosa (Alana de la Garza) |
| 18.                           | Anita Van Buren (S. Epatha Merkerson) | Cyrus Lupo (Jeremy Sisto)   | Kevin Bernard (Anthony Anderson)   | Michael Cutter (Linus Roache)     | Jack McCoy (Sam Waterston)           | Connie Rubirosa (Alana de la Garza) |
| 19.                           | Anita Van Buren (S. Epatha Merkerson) | Cyrus Lupo (Jeremy Sisto)   | Kevin Bernard (Anthony Anderson)   | Michael Cutter (Linus Roache)     | Jack McCoy (Sam Waterston)           | Connie Rubirosa (Alana de la Garza) |
| 20.                           | Anita Van Buren (S. Epatha Merkerson) | Cyrus Lupo (Jeremy Sisto)   | Kevin Bernard (Anthony Anderson)   | Michael Cutter (Linus Roache)     | Jack McCoy (Sam Waterston)           | Connie Rubirosa (Alana de la Garza) |

## Gosti u seriji
Mnogi poznati glumci su gostovali u seriji Zakon i red u nekim epizodama. Najznačajniji gosti bili su: Julia Roberts, James Earl Jones, Samuel L. Jackson, Chevy Chase, Tom Berenger, Laura Linney, Eric Bogosian, Alan King, Gary Busey, Nancy Marchand, Claire Danes, Harry Hamlin, Chris Cooper, William H. Macy, Jennifer Beals,Candice Bergen, Edie Falco, Gary Cole, Stephen Colbert i Justine Ezarik

## Epizode
| Sezona     | Premijera           | Zadnja epizoda    | Broj epizoda |
| ---------- | ------------------- | ----------------- | ------------ |
| 1. sezona  | 13. rujna 1990.     | 9. lipnja 1991.   | 22           |
| 2. sezona  | 17. rujna 1991.     | 14. svibnja 1992. | 22           |
| 3. sezona  | 23. rujna 1992.     | 19. svibnja 1993. | 22           |
| 4. sezona  | 15. rujna 1993.     | 25. svibnja 1994. | 22           |
| 5. sezona  | 21. rujna 1994.     | 24. svibnja 1995. | 23           |
| 6. sezona  | 20. rujna 1995.     | 22. svibnja 1996. | 23           |
| 7. sezona  | 18. rujna 1996.     | 21. svibnja 1997. | 23           |
| 8. sezona  | 24. rujna 1997.     | 20. svibnja 1998. | 24           |
| 9. sezona  | 23. rujna 1998.     | 26. svibnja 1999. | 24           |
| 10. sezona | 22. rujna 1999.     | 24. svibnja 2000. | 24           |
| 11. sezona | 18. listopada 2000. | 23. svibnja 2001. | 24           |
| 12. sezona | 26. rujna 2001.     | 22. svibnja 2002. | 24           |
| 13. sezona | 2. listopada 2002.  | 21. svibnja 2003. | 24           |
| 14. sezona | 24. rujna 2003.     | 19. svibnja 2004. | 24           |
| 15. sezona | 22. rujna 2004.     | 18. svibnja 2005. | 24           |
| 16. sezona | 21. rujna 2005.     | 17. svibnja 2006. | 22           |
| 17. sezona | 22. rujna 2006.     | 18. svibnja 2007. | 22           |
| 18. sezona | 2. siječnja 2008.   | 21. svibnja 2008. | 18           |
| 19. sezona | 5. studenog 2008.   | 3. lipnja 2009.   | 22           |
| 20. sezona | 25. rujna 2009.     | 24. svibnja 2010. | 23           |

## Nagrade
| Godina | Nagrada                                          | Kategorija                                 | Ishod      | Primatelj(i)                                                     |
| ------ | ------------------------------------------------ | ------------------------------------------ | ---------- | ---------------------------------------------------------------- |
| 1991.  | Emmy                                             | Najbolji glavni glumac u seriji            | Nominacija | Michael Moriarty                                                 |
| 1992.  | Emmy                                             | Najbolja serija                            | Nominacija |                                                                  |
| 1992.  | Emmy                                             | Najbolji glavni glumac u seriji            | Nominacija | Michael Moriarty                                                 |
| 1992.  | Zlatni globus                                    | Najbolja serija                            | Nominacija |                                                                  |
| 1993.  | Emmy                                             | Najbolja serija                            | Nominacija |                                                                  |
| 1993.  | Emmy                                             | Najbolji glavni glumac u seriji            | Nominacija | Michael Moriarty                                                 |
| 1993.  | Nagrada Edgar                                    | Najbolja epizoda u seriji                  | Osvojeno   | René Balcer i Michael S. Chernuchin za "Conspiracy"              |
| 1994.  | Emmy                                             | Najbolja serija                            | Nominacija |                                                                  |
| 1994.  | Emmy                                             | Najbolji glavni glumac u seriji            | Nominacija | Michael Moriarty                                                 |
| 1994.  | Zlatni globus                                    | Najbolja serija                            | Nominacija |                                                                  |
| 1994.  | Zlatni globus                                    | Najbolji glavni glumac u seriji            | Nominacija | Michael Moriarty                                                 |
| 1995.  | Emmy                                             | Najbolja serija                            | Nominacija |                                                                  |
| 1995.  | Zlatni globus                                    | Najbolja serija                            | Nominacija |                                                                  |
| 1995.  | Zlatni globus                                    | Najbolji glavni glumac u seriji            | Nominacija | Sam Waterston                                                    |
| 1995.  | Ceh filmskih glumaca                             | Najbolja izvedba ansambla u seriji         | Nominacija |                                                                  |
| 1996.  | Emmy                                             | Najbolja serija                            | Nominacija |                                                                  |
| 1996.  | Nagrada Norman Felton (Ceh filmskih producenata) | Producent godine                           | Osvojeno   |                                                                  |
| 1996.  | Ceh filmskih glumaca                             | Najbolja izvedba ansambla u seriji         | Nominacija |                                                                  |
| 1997.  | Emmy                                             | Najbolja serija                            | Osvojeno   |                                                                  |
| 1997.  | Nagrada Edgar                                    | Najbolja epizoda u seriji                  | Osvojeno   | I. C. Rapoport i Ed Zuckerman za "Deadbeat"                      |
| 1997.  | Nagrada Peabody                                  |                                            | Osvojeno   |                                                                  |
| 1997.  | Emmy                                             | Najbolji glavni glumac u seriji            | Nominacija | Sam Waterston                                                    |
| 1997.  | Ceh filmskih glumaca                             | Najbolja izvedba ansambla u seriji         | Nominacija |                                                                  |
| 1998.  | Emmy                                             | Najbolja serija                            | Nominacija |                                                                  |
| 1998.  | Emmy                                             | Najbolji sporedni glumac u dramskoj seriji | Nominacija | Steven Hill                                                      |
| 1998.  | Emmy                                             | Najbolji sporedni glumac u dramskoj seriji | Nominacija | Benjamin Bratt                                                   |
| 1998.  | Zlatni globus                                    | Najbolja serija                            | Nominacija |                                                                  |
| 1998.  | Ceh filmskih glumaca                             | Najbolja izvedba ansambla u seriji         | Nominacija |                                                                  |
| 1998.  | Ceh filmskih glumaca                             | Najbolji glavni glumac u dramskoj seriji   | Nominacija | Sam Waterston                                                    |
| 1998.  | Nagrada Edgar                                    | Najbolja epizoda u seriji                  | Osvojeno   | Richard Sweren, Simon Wincelberg i Ed Zuckerman za "Double Down" |
| 1998.  | Ceh scenarista                                   | Najbolja epizoda                           | Osvojeno   | René Balcer i Richard Sweren za "Entrapment"                     |
| 1998.  | Nagrada Silver Gavel                             | Najbolja epizoda u seriji                  | Osvojeno   | René Balcer za "DWB"                                             |
| 1999.  | Emmy                                             | Najbolja serija                            | Nominacija |                                                                  |
| 1999.  | Emmy                                             | Najbolji glavni glumac u seriji            | Nominacija | Sam Waterston                                                    |
| 1999.  | Emmy                                             | Najbolji sporedni glumac u dramskoj seriji | Nominacija | Steven Hill                                                      |
| 1999.  | Zlatni globus                                    | Najbolja serija                            | Nominacija |                                                                  |
| 1999.  | Ceh filmskih glumaca                             | Najbolja izvedba ansambla u seriji         | Nominacija |                                                                  |
| 1999.  | Ceh filmskih glumaca                             | Najbolji glavni glumac u seriji            | Osvojeno   | Sam Waterston                                                    |
| 1999.  | Nagrada Edgar                                    | Najbolja epizoda u seriji                  | Osvojeno   | René Balcer i Richard Sweren za "Bad Girl"                       |
| 1999.  | Nagrada Silver Gavel                             | Najbolja epizoda u seriji                  | Osvojeno   | René Balcer za "Hate"                                            |
| 2000.  | Nagrada Edgar                                    | Najbolja epizoda u seriji                  | Osvojeno   | René Balcer za "Refuge, Part 2"                                  |
| 2000.  | Emmy                                             | Najbolja serija                            | Nominacija |                                                                  |
| 2000.  | Emmy                                             | Najbolji glavni glumac u dramskoj seriji   | Nominacija | Sam Waterston                                                    |
| 2000.  | Emmy                                             | Najbolji glavni glumac u dramskoj seriji   | Nominacija | Jerry Orbach                                                     |
| 2000.  | Ceh filmskih glumaca                             | Najbolja izvedba ansambla u seriji         | Nominacija |                                                                  |
| 2001.  | Emmy                                             | Najbolja serija                            | Nominacija |                                                                  |
| 2001.  | Ceh filmskih glumaca                             | Najbolja izvedba ansambla u seriji         | Nominacija |                                                                  |
| 2002.  | Emmy                                             | Najbolja serija                            | Nominacija |                                                                  |
| 2002.  | Ceh filmskih glumaca                             | Najbolja izvedba ansambla u seriji         | Nominacija |                                                                  |
| 2004.  | Ceh filmskih glumaca                             | Najbolja izvedba ansambla u seriji         | Nominacija |                                                                  |
| 2005.  | Ceh filmskih glumaca                             | Najbolji glavni glumac u seriji            | Osvojeno   | Jerry Orbach                                                     |

## DVD izdanja
| Ime DVD-a (engleski)                                     | Naslovnica | Izdanja             | Izdanja            | Izdanja            |
| Ime DVD-a (engleski)                                     | Naslovnica | Regija 1            | Regija 2           | Regija 4           |
| Cjelokupna prva sezona (The Complete 1st Season)         |            | 15. listopada 2002. | 16. lipnja 2003.   | 14. travnja 2003.  |
| Cjelokupna druga sezona (The Complete 2nd Season)        |            | 4. svibnja 2004.    | 28. veljače 2005.  | 19. siječnja 2005. |
| Cjelokupna treća sezona (The Complete 3rd Season)        |            | 24. svibnja 2005.   | 21. studenog 2005. | 8. ožujka 2006.    |
| Cjelokupna četvrta sezona (The Complete 4th Season)      |            | 6. prosinca 2005.   | 17. srpnja 2006.   | 19. rujna 2006.    |
| Cjelokupna peta sezona (The Complete 5th Season)         |            | 3. travnja 2007.    | 23. srpnja 2007.   | 30. srpnja 2007.   |
| Cjelokupna šesta sezona (The Complete 6th Season)        |            | N/A                 | 16. lipnja 2008.   | N/A                |
| Cjelokupna sedma sezona (The Complete 7th Season)        |            | N/A                 | N/A                | N/A                |
| Cjelokupna osma sezona (The Complete 8th Season)         |            | N/A                 | N/A                | N/A                |
| Cjelokupna deveta sezona (The Complete 9th Season)       |            | N/A                 | N/A                | N/A                |
| Cjelokupna deseta sezona (The Complete 10th Season)      |            | N/A                 | N/A                | N/A                |
| Cjelokupna jedanaesta sezona (The Complete 11th Season)  |            | N/A                 | N/A                | N/A                |
| Cjelokupna dvanaesta sezona (The Complete 12th Season)   |            | N/A                 | N/A                | N/A                |
| Cjelokupna trinaesta sezona (The Complete 13th Season)   |            | N/A                 | N/A                | N/A                |
| Cjelokupna četrnaesta sezona (The Complete 14th Season)  |            | 14. rujna 2004.     | N/A                | N/A                |
| Cjelokupna petnaesta sezona (The Complete 15th Season)   |            | N/A                 | N/A                | N/A                |
| Cjelokupna šesnaesta sezona (The Complete 16th Season)   |            | N/A                 | N/A                | N/A                |
| Cjelokupna sedamnaesta sezona (The Complete 17th Season) |            | N/A                 | N/A                | N/A                |
| Cjelokupna osamnaesta sezona (The Complete 18th Season)  |            | N/A                 | N/A                | N/A                |
| Cjelokupna devetnaesta sezona (The Complete 19th Season) |            | N/A                 | N/A                | N/A                |
| Cjelokupna dvadeseta sezona (The Complete 20th Season)   |            | N/A                 | N/A                | N/A                |

## Zakon i redu ostalim medijima

### Ogranci
Popularnost ove serije rezultirala je stvaranjem cijele franšize. Iz franšize su, osim ove, poznate još 3 serije: Zakon i red: Odjel za žrtve, Zakon i red: Zločinačke nakane i Zakon i red: Suđenje pred porotom. Suđenje pred porotom ukinuto je samo nakon 12 epizoda zbog slabe gledanosti i tako je postala prva serija iz franšize (zasad i jedina) koja je ukinuta. Svaki ogranak koristi istu uvodnu glazbu, ali u drugačijoj verziji.
Posljednji ogranak bila je serija Conviction, koja je također ukinuta. Ta serija nije pravi ogranak Zakona i reda jer nije imala niti prefiks Zakon i red, niti istu uvodnu glazbu niti isti način promjene scena. Jedina veza između prave franšize i ove serije je glumica Stephanie March (koja glumi Alexandru Cabot) i kameo nastup Freda D. Thompsona (koji je u Zakonu i redu glumio Arthura Brancha). Ova serija uopće ne prikazuje policijsku istragu i prikazuje život tužitelja, a ne samo slučajeve na sudu.

### Britanska verzija
Britanska TV kuća ITV naručila je 13 epizoda serije koja će se zvati Zakon i red: UK. Scenarij prvih 13 epizoda bit će temeljen na scenarijima starijih epizoda Zakona i reda. Seriju će producirati Kudos u suradnji s Wolf Filmsom i NBC-om.

### Podudaranje s drugim serijama
Zakon i red se 6 puta podudarao s ostalim NBC-jevim serijama:
- "Charm City" (Zakon i red ep. 6–13), nastavljena u epizodi "For God and Country" (Homocid: Život na ulici ep. 4–12)
- "Baby, It's You – Part I" (Zakon i red ep. 8–6), nastavljena u epizodi "Baby, It's You – Part II" (Homocid: Život na ulici ep. 6–5)
- "Sideshow – Part I" (Zakon i red ep. 9–14), nastavljena u epizodi "Sideshow – Part II" (Homocid: Život na ulici ep. 7–15)
- "Entitled – Part I" (Zakon i red: Odjel za žrtve ep. 1–15), nastavljena u epizodi "Entitled – Part II" (Zakon i red ep. 10–14)
- "Tombstone" (Zakon i red ep. 15–20), nastavljena u epizodi "Skeleton" (Zakon i red: Suđenje pred porotom ep. 1–8)
- "Design" (Zakon i red: Odjel za žrtve ep. 7–2), nastavljena u epizodi "Flaw" (Zakon i red ep. 16–2)

Iako se ne smatra pravim podudaranjem epizoda, Mike Logan (Chris Noth) je nastupio u zadnjoj sceni epizode "Law and Disorder" (Homocid: Život na ulici ep. 3–15) koja se u cijelosti događa u Baltimoreu. U sceni Logan predaje zatvorenika  (John Waters) Franku Pembletonu (Andre Braugher). Njih dvojica ulaze i u malu raspravo o tome koji je grad bolji: New York ili Baltimore.

### Televizijski film
Snimljen je i TV film pod naslovom Exiled: A Law & Order Movie (1998.) koji govori o sudbini det. Mikea Logana, jednog od popularnih likova koji je napustio seriju. Nakon filma, gdje je otkrivena njegova sudbina nakon napuštanja 27. postaje i kako se iskupio za svoju grešku, Logan je postao redoviti član postave Zločinačkih nakana.

### Igre
Napravljene su i 4 igre za računalo prema franšizi Zakon i red. Tri igre temelje se na likovima iz Zakona i reda, a jedna na Zločinačkim nakanama:
- Law & Order: Dead on the Money
- Law & Order: Double or Nothing
- Law & Order: Justice is Served
- Law & Order: Criminal Intent

### Knjige
Izdane su i četiri knjige prema franšizi Zakon i red:
- Law and Order: Dead Line - kriminalistička knjiga s pravim likovima iz serije.
- Law & Order: The Unofficial Companion - knjiga napisana u suradnji s Dickom Wolfom koja sadrži intervjue s glumcima, scenaristima i producentima.
- Law & Order: Crime Scenes - knjiga koju je napisao Dick Wolf, a prikazuje ideje za postavljenje scena zločina u seriji.
- True Stories of Law & Order - kronika od 25 stvarnih slučajevima prema kojima su temeljene epizode iz serije.

## Vanjske poveznice
- Službena stranica
- Službena stranica za reprize  Arhivirana inačica izvorne stranice od 27. rujna 2007. (Wayback Machine)
- Zakon i red DVD  Arhivirana inačica izvorne stranice od 25. rujna 2008. (Wayback Machine)
- Zakon i red FAQ
- Lokacije snimanja Zakona i reda  Arhivirana inačica izvorne stranice od 15. prosinca 2006. (Wayback Machine)
- Arhivirana inačica izvorne stranice od 16. lipnja 2007. (Wayback Machine)